# Tinovul Găina - Lucina
Tinovul Găina - Lucina este o arie protejată de interes național ce corespunde categoriei a IV-a IUCN (rezervație naturală de tip botanic), situată în județul Suceava, pe teritoriul administrativ al comunei Moldova-Sulița.

## Localizare
Aria naturală cu o suprafață de 1 ha se află în versantul estic al Obcinelor Mestecănișului (grupă muntoasă din Carpații Maramureșului și Bucovinei) la o altitudine de 1200 de m, în bazinul Bilcanului, un mic pârâu ce se varsă în râul Găina (afluent de stânga al văii Cârlibaba); având în partea estică rezervația naturală Răchitișul Mare, iar la nord Cheile Lucavei. 

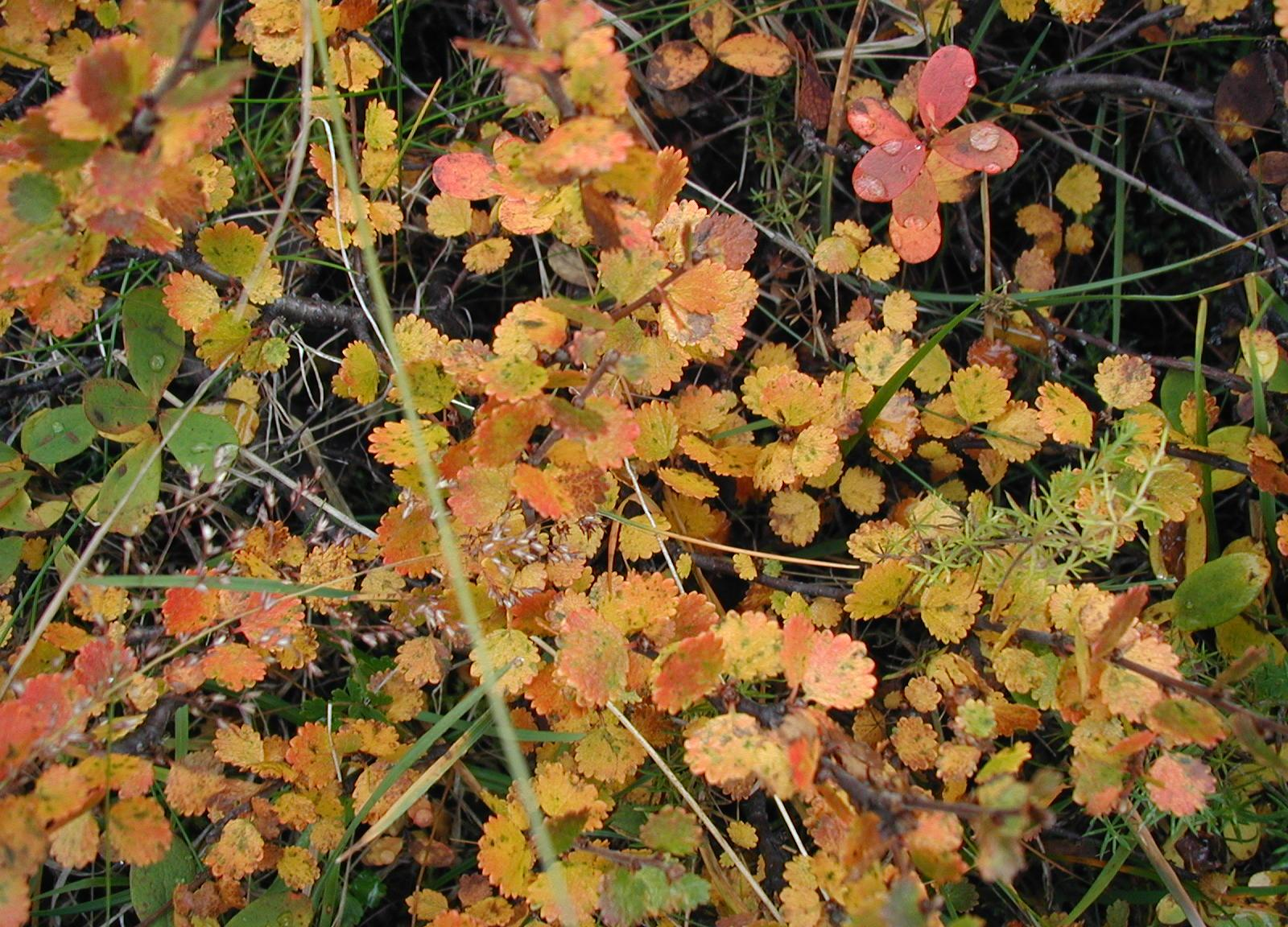
Mesteacăn pitic (Betula nana)

## Descriere
Rezervația naturală Tinovul Găina - Lucina a fost declarată arie protejată prin Legea nr.5 din 6 martie 2000 (privind aprobarea Planului de amenajare a teritoriului național - Secțiunea a III-a - zone protejate) și reprezintă o zonă montană de mlaștini oligotrofe (tinov sărac în substanțe nutritive, acoperit cu mușchi arctic de turbă) în al cărei teritoriu vegetează mai multe specii floristice (unele foarte rare), printre care și mesteacănul pitic (Betula nana).